# Gransjön (Risinge socken, Östergötland)
Gransjön är en sjö i Finspångs kommun i Östergötland och ingår i Motala ströms huvudavrinningsområde.